# Скити (поема)
„Скити“ (на руски: Скифы) е поема в 76 стиха на руския поет Александър Блок, публикувана през февруари 1918 година.
Написана на 29 – 30 март стар стил, непосредствено след прекъсването на преговорите за мирен договор с Централните сили, тя е изпълнена с нападки и заплахи към Европа. По-късно самият Блок се изказва критично за поемата заради нейния злободневен и пропаганден характер. „Скити“ остава последното публикувано произведение до смъртта на автора няколко години по-късно.